# Ariete (chanteuse)
Pour les articles homonymes, voir Ariete.
Arianna Del Giaccio, dite Ariete, est une auteure-compositrice-interprète italienne née le 27 mars 2002 à Anzio.

## Biographie
Ariete est né à Anzio, station balnéaire proche de Rome. À l'âge de huit ans, elle commence à jouer de la guitare puis se met au piano quelques années plus tard, et commence à écrire et composer ses premières mélodies.
En 2019, elle participe à la treizième saison de l'a version italienne de X Factor, se qualifiant pour les premières étapes de sélection, mais étant éliminée lors des Bootcamps. En août 2019, elle sort son premier single, Quel bar, suivi du single 01/12, sorti en décembre de la même année.
Après ses deux premières sorties indépendantes, Ariete est contactée par le producteur italien Andrea Bomba, qui l'a invitée à ouvrir l'événement musical Rock in Roma. En 2020, elle signe un contrat d'enregistrement avec le label Bomba Dischi, avec qui elle sort son premier EP, Spazio. Il est alors certifié disque d'or. Le 16 septembre, elle sort le single Tatuaggi en collaboration avec le groupe de musique italien Psicologi, certifié platine. En novembre 2020, elle sort son deuxième EP, 18 Anni, également certifié disque d'or. En 2021, elle collabore avec plusieurs artistes italiens, tels que Alfa, Novelo, Tauro Boys, Bnkr44 et Rkomi. Le 3 mai, elle sort le single L'ultima notte, également utilisé dans une publicité pour Algida et certifié double platine.
Le 25 février 2022, elle sort son premier album studio, Specchio, qui obtient un disque d'or. L'album a débuté à la 4ème place du classement des albums de FIMI. Pour soutenir sa sortie, elle lance la tournée Specchio.
En 2023, elle participe au Festival de Sanremo avec la chanson Mare di guai, et y termine à la 14e place.

## Vie personnelle
Ariete est ouvertement bisexuelle et utilise notamment l'amour entre personnes de même sexe comme thème dans ses chansons. Elle fait également du militantisme sur les réseaux sociaux et lors de ses concerts.

## Discographie

### Albums studio
- 2022 : Specchio
- 2023 : La notte

### EPs
- 2020 : Spazio
- 2020 : 18 anni

### Singles
2023 : MARE DI GUAI